# El Tortuguero
El Tortuguero är en kommun (municipio) i Nicaragua med 37 998 invånare (2012). Den ligger i den östra delen av landet, vid floden Río Kurinwas, i Región Autónoma de la Costa Caribe Sur. Kommunens huvudnäringar är boskapsskötsel, åkerbruk och skogsbruk. El Tortuguero är den ekonomiskt fattigaste kommunen i Nicaragua.

## Geografi
El Tortuguero gränsar till kommunerna La Cruz de Río Grande i norr, Desembocadura de Río Grande och Laguna de Perlas i öster, Kukra Hill och El Rama i söder samt till El Ayote och Paiwas i väster. Befolkningen är utspridd runt om i kommunen och centralorten El Tortuguero har endast 1 737 invånare (2005). Befolkningen är ung och 2005 var över hälften av invånarna yngre än 15 år.

## Historia
El Tortuguero är en av landets unga kommuner. Den bildades 1996 genom en utbrytning från kommunen La Cruz de Río Grande.

## Natur
Hela kommunens östra del ligger i naturreservatet Cerro Wawashang.